# Feeling
Feeling je bio glazbeni sastav iz Splita.
Djelovao je u razdoblju od 1990. do 1995. godine.
Izdali su jedan album kojeg su snimili 1992. u studiju Tomislava Mrduljaša. Na tom albumu je bilo nekoliko uspješnica kao što su Zvijezde, Sama, Pozvoni, Ponekad poželim, Što da se radi.
U postavi Feelinga se nalazio pjevač Giuliano Đanić koji je nakon ovog sastava krenuo samostalnom karijerom. Ostali članovi sastava su bili gitarist Alen Jerinić, koji je napisao većinu tekstova, Leo Tajč, koji je svirao na bubnjevima, Ernest Pelaić, koji je svirao na klavijaturama i Boris Hrga, koji je svirao na bas-gitari.